# Ribothymidin
Ribothymidin ist ein eher seltenes Nukleosid, bei dem die Nukleinbase Thymin an die Pentose β-D-Ribofuranose gebunden ist. Dieses Nukleosid wird auch als 5-Methyluridin bezeichnet und kommt in Ribonukleinsäuren wie rRNA und tRNA vor. Insbesondere ist es ein charakteristisches Bauelement in der TΨC-Schleife von tRNA.
Ribothymidin wird auch kurz Thymidin genannt (Kürzel: T); das standardmäßig in der DNA vorkommende Analogon mit Desoxyribose ist das Desoxythymidin (Kürzel: dT).

Eine tRNA^{Ala} aus S. cerevisiae.
Ribothymidin ist hier mit T gekennzeichnet.